# 冰室

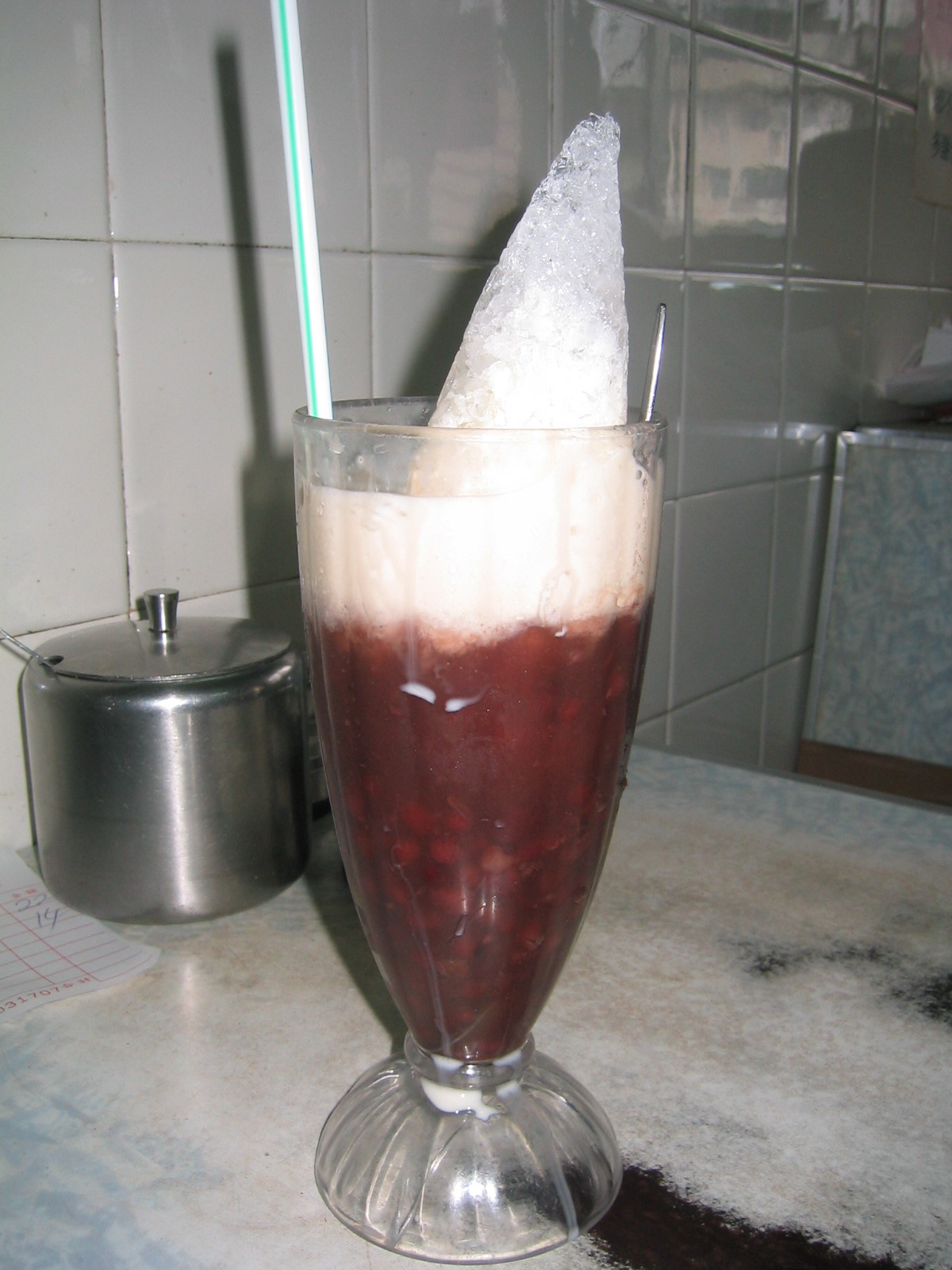
廣成冰室的紅豆冰

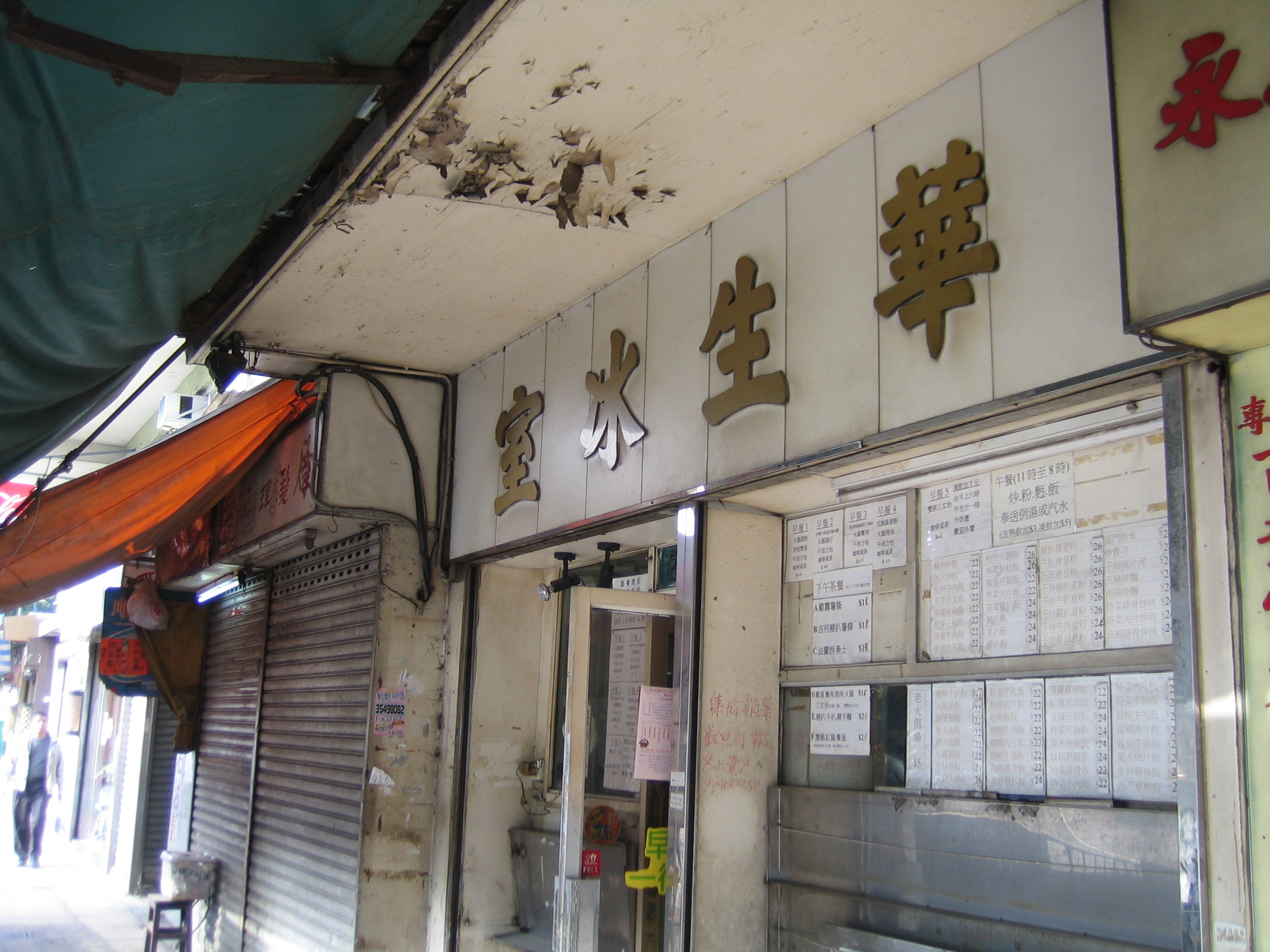
華生冰室

冰室，又名冰廳，廣州話用以稱呼冷飲店。其是南粵地方一種主要售賣冷飲、冰淇淋及冰沙等冷凍食品的飲食場所，起源發跡於廣州。。過往廣州的冰室會經營冰淇淋、凍奶、冰水，兼營咖啡、奶茶等熱飲和西式糕點，香港冰室由於法例限定持有「小食牌照」，只能售賣飲品、三明治、糕餅等，而不能供應即時製作如炒飯、小菜等主食。後來，不少香港冰室改領到食肆牌照，轉型為茶餐廳，雖稱「冰室」但運作模式及供應的食品與茶餐廳無異

## 名稱
「冰室」名稱由來有兩種說法，第一個說法是因為香港早年的建築樓底較高，天花板加裝吊扇便能涼風送爽，而售賣的食品又以紅豆冰、咖啡、奶茶等西式飲品為主，以「飲冰」為賣點，故取名「冰室」。另有傳說來自梁啟超的朋友以「飲冰室」書齋之名經營食店，其名成為「冰室」之始。。
廣州話裡的「冰」往往指「冷飲」，冷飲店稱「冰室」，到冰室享用冷飲為「食冰」，喝冷飲為「飲冰」。

## 發展
1874年，蘇格蘭工程師約翰·凱爾（John Kyle）在香港開發出第一台製冰機並取得專利。他與威廉·貝恩（William Bain）合作利用蒸發壓縮循環制冷系統，在香港生產本地的冰，而當年的製冰廠位於中環，這裡就是現在的雪廠街。香港能夠生產大量的冰，成為冰室及冷凍飲品能夠大行其道的原因，不過早年冷凍食品及飲品的主要消費者都是西方人，這不單是價格問題，因為華人普遍認為熱食可促進健康，冷飲不利腸胃，所以很少喝冷凍飲品。

### 廣州

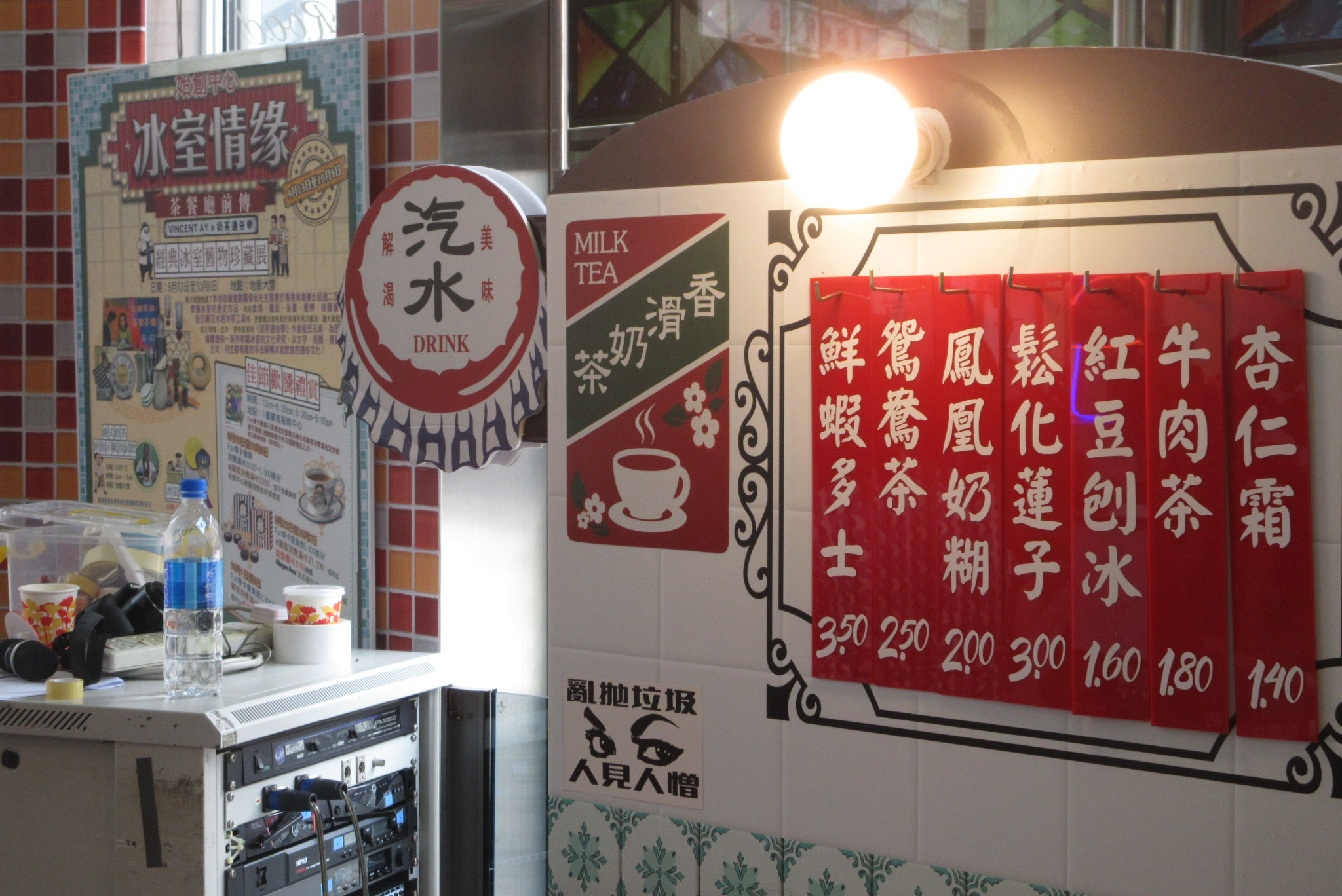
冰室的餐牌

廣州冰室是隨著西餐業發展而起，初時是餐室附設冰室，因廣州氣候炎熱，飲水人多，於是有單獨經營冰室的點檔出現。
1934年時廣州總計有21間冰室，二戰後廣州冰室達到80間以上。舊日秋冬淡季時，冰室都會兼營他業，如皇上皇冰室賣臘味，長江、喜臨門冰室轉營北方包點，其他有轉營小食糯米飯、狗肉等。
1980年以後，廣州冷飲市場迎來食品製造業新型的大量冷凍食品，冰室受到衝擊紛紛轉營他業，到1990年大部分冰室轉為主營糖水、牛奶、椰汁、蜂蜜龜苓膏等甜品，或主營糕餅、煎餃、明火例湯、臘味糯米飯、速食飯盒、原盅燉品、雞蛋豬腳薑、小點、麵包、皮蛋瘦肉粥、蘿蔔糕、牛腩粉，小部分夏天兼營雪糕、凍飲。廣州留存較久尚出名的有「四大冰室」，包括顺记冰室、美利权冰室、阳光冰室、皇上皇冰室（還有的彩冰室和向群冰室）。至今只有順記冰室獨立經營，美利權冰室被北京路太平館西餐廳管轄。已結業的陽光冰室1962年後曾兼營開煲狗肉。

### 香港
早年香港只有西餐廳提供西式食物，收費昂貴。於是部份食肆開始提供廉價西餐小食，例如1913年創辦的安樂園，就由主打大眾化西餐開始，後來增設冰室部，售賣自家製雪糕等冰飲和凍品；1920年代就有民生冰室，1930年代就璇宮飲冰室，都直接以冰室命名。香港的冰室以模仿高級西餐廳提供廉價西式簡餐從而迎合工薪階層的需要出現，有稱為咖啡室、茶冰室、冰廳、咖啡廳、冰廳餅店、茶冰廳等。1960年代以後開始平民化。
香港冰室原只賣小食而並非主食，因為香港食肆牌照分「普通食肆」和「小食食肆」兩種：「普通食肆」可售賣任何食品；「小食食肆」只可售賣指定組合的食品。大部份不賣主食的冰室於1980年代至1990年代已式微，其餘的冰室則參考茶餐廳的運作，售賣更多種類的食品。截至2007年以冰室名義運作的只有100多間左右，多數於1960年代至1970年代初開業。茶果嶺的榮華冰室是21世紀少數碩果僅存只持有小食牌照的冰室。